# زنو-تی
زِنو-تی (انگلیسی: Xeno-T; کره‌ای: 제노티) گروه پسرانه اهل کره جنوبی بود که قبلاً با عنوان تاپ داگ (انگلیسی: Topp Dogg; کره‌ای: 탑독) شناخته می‌شد. گروه متشکل از پنج عضو بود: هوجون، سانگ‌دو، بی‌جو، زِرو و سانگ‌وون. در ابتدا یک گروه ۱۳ نفره بود که توسط استاردام انترتینمنت شکل گرفت، سپس به هونوس انترتینمنت نقل مکان کرد. پس از چندین تغییر در ترکیب گروه، پنج عضو باقیمانده در سال ۲۰۱۸ نام خود را به زنو-تی تغییر دادند. گروه به عنوان تاپ داگ، یک آلبوم استودیویی، چهار آلبوم چندآهنگه، سه ری‌پکیج، هشت تک‌آهنگ و سه ساندترک منتشر کرد.

## اعضا
- سوگونگ (서궁)
- کی‌دو (키도)
- گون (곤)
- جه‌نی‌سی (제니씨)
- پی گون (P군)
- ناک‌تا (낙타)
- هان‌سول (한솔)
- آ توم (아톰)
- هوجون (호준)
- سانگ‌دو (상도)
- بی جیو (비쥬)
- زِرو (제로)
- سانگ‌وون (상원) (قبلاً با نام یانو شناخته می‌شد)